# Quốc kỳ Angola
Quốc kỳ Angola (tiếng Bồ Đào Nha: Bandeira de Angola) hiện nay bắt đầu được sử dụng từ ngày 11 tháng 11 năm 1975. Lá cờ này gồm có nửa trên màu đỏ còn nửa dưới màu đen.
Vào năm 1996 và năm 2003, quốc kỳ mới được đề xuất thay thế song không được nhân dân Angola chấp thuận.

## Ý nghĩa
Cũng giống như nhiều nước châu Phi khác, quốc kỳ thường phản ánh sự cai trị của một chính đảng đương nhiệm. Mặt trận dân tộc giải phóng Angola (MPLA) cũng sử dụng một lá cờ tương tự với hai nửa đỏ và đen với một ngôi sao màu vàng ở giữa. Theo MPLA, màu đỏ tượng trưng cho xã hội chủ nghĩa còn màu đen tượng trưng cho châu Phi. Ngôi sao vàng trên quốc kỳ Angola tương tự với ngôi sao trên những lá cờ Xô viết.
Tuy nhiên sau đó, ý nghĩa của lá cờ đã được sửa đổi đôi chút để không mang tính độc đảng. Màu đỏ được đổi ý nghĩa thành màu máu của nhân dân Angola đã chiến đấu vì nền độc lập của dân tộc. Trên quốc kỳ Angola, ngoài ngôi sao màu vàng còn có hai hình ảnh nữa là chiếc bánh xe răng cưa, tượng trưng cho công nghiệp còn chiếc dao rựa tượng trưng cho nông nghiệp. Lá cờ này được chấp thuận trong những năm MPLA cầm quyền cho nên được liên tưởng đến hình ảnh búa liềm, cũng tượng trưng cho hai giai cấp công nhân và nông dân tại các nước theo chế độ xã hội chủ nghĩa.
Lá cờ Angola ngày nay vẫn gây ra nhiều tranh cãi. Nhiều người cho rằng lá cờ quá phản ánh Đảng MPLA mà không đại diện cho cả dân tộc trong khi một số khác cho rằng màu sắc trên lá cờ gợi nhớ lại những năm tháng đau thương và đẫm máu của dân tộc Angola trong quá khứ hơn là phản ánh niềm hy vọng về một tương lai tốt đẹp.

Bản thiết kế tiêu chuẩn quốc kỳ Angola

## Lịch sử

Cộng hòa Nhân dân Angola/Cộng hòa Angola (1975–nay)

### Các cờ khác

#### Cờ chính trị

Đảng kỳ MPLA (một phong trào trước đây)
Đảng kỳ UNITA (một phong trào trước đây)
Đảng kỳ FNLA (một phong trào trước đây)

#### Quốc kỳ không được sử dụng

Tây Phi thuộc Bồ Đào Nha (1967)
Cộng hòa Angola (1996)
Cộng hòa Angola (2003)